# ランドウインド・X6
ランドウインド・X6（陸風汽車・X6、LandWind X6) は、中国の自動車メーカー、江鈴汽車のブランド、陸風 (LandWind) ブランドで販売されるSUVである。

## 解説
2005年7月4日に200台がベルギーに輸出され、中国車初のヨーロッパ進出を果たす。
2006年のパリモーターショーにはマイナーチェンジモデルが出品された。
エンジンは、三菱自動車製の4G63型2.0Lおよび4G64型2.4Lガソリンエンジン、いすゞ自動車製の4JB1型2.8L直噴ターボディーゼルエンジン、自社製の2.8L JX493ZQ5A型ディーゼルエンジンを搭載し、エクステリアデザインは、江鈴汽車の提携先のいすゞ・ウィザード（初代）のコピーである。

## 安全評価
安全性については、ADAC（ドイツ自動車連盟）の前面衝突試験で、最低の評価「ゼロ」を受けた。オランダの輸入業者側は安全性を示すため、ドイツの製品安全試験機関であるテュフ（TÜV）にテストを依頼し、安全基準に適合することが確認された。
ただし、ADACのテストにおける衝突速度が64km/hだったのに対し、テュフのテストは56km/hであったため、実質的な安全性能は低いとみなされている。